# Die Unschuld vom Lande (1914)
Die Unschuld vom Lande ist ein rund einstündiges, deutsches Stummfilmlustspiel aus dem Jahre 1914 von Charles Decroix mit Kitty Aschenbach und Richard Eichberg in den Hauptrollen.

## Handlung
Der 23-jährige Fridolin ist ein Musterbeispiel eines wohlerzogenen jungen Mannes, er ist aber zugleich derart naiv, dass man ihn getrost eine „Unschuld vom Lande“ nennen könnte. Im Zusammenspiel mit seiner Tante will der alte Lehrmeister Prof. Blasilius unbedingt Fridolins Gemütszustand bewahren, denn der alte Mann sieht überall nur Verderbtheit und Versuchung in der Welt „da draußen“. Die Bigotterie und Sinnenfeindlichkeit des Alten aber machen Fridolin, der in seinem jugendlichen Eifer auch Erotik und Sinnlichkeit erleben will, ernsthaft psychisch krank. Ein herbeigerufener Arzt bringt es kurz auf den Punkt: “Der Junge muss heiraten!” Da sind aber die Tante und Blasilius ganz anderer Meinung und wollen es zuvor mit einer Luftveränderung versuchen. In dieser frischen Luft aber schießen Fridolins Gefühle richtig ins Kraut, und er verliebt sich Hals über Kopf in die hübsche Tochter des Oberst von Haudegen, Odette. Um es zu einem Heiratsantrag kommen zu lassen, müsste Fridolin wenigstens den Mund aufmachen, aber der schüchternen Unschuld vom Lande fehlen in richtigen Moment einfach die Worte. Der Oberst schäumt vor Wut ob der Verklemmtheit des Jünglings, der sich am liebsten scheu hinter dem Rockzipfel der Tante verstecken möchte.
Der alte Haudegen findet, dass man unbedingt für Abhilfe schaffen muss, und so entsendet er Fridolin in die nächste Großstadt, wo er von dem lebenslustigen, erfahrenen Junggesellen und Frauenversteher Baron von Knickebein alles über das „wahre Leben“ lernen soll. Mit dabei als “Anstandswauwau”: Onkel Blasilius. Vor Ort angekommen, ist der kesse Baron jedoch gerade aushäusig und hält sich bei seiner nicht minder kontaktfreudigen Freundin Ninon auf. Die kapriziöse junge Dame langweilt sich gerade und fordert von ihrem Liebhaber nicht weniger als einen flotten Sportwagen. Während der reiche Baron daraufhin unterwegs ist, einen vorzeigbaren Sechszylinder käuflich zu erwerben, werden die soeben angekommenen Fridolin und Blasilius von Knickebeins Kammerdiener zu Ninon weitergeschickt. Die liest das an Knickebein gerichtete Begleitschreiben und erfährt dadurch, dass Fridolin ein wenig Großstadtluft schnuppern solle und man darum bitte, ihn in die Weltläufigkeit der Metropole einzuführen. Ninon, schnell gelangweilt und sehr verspielt, sieht in dieser Aufgabe zunächst einmal ein neues Abenteuer, zumal das „Objekt der Begierde“ ein durchaus ansehnliches, wenngleich unerfahrenes Landei ist.
Da Blasilius nur stören würde, wird der Aufpasser kurzerhand in die Küche abgeschoben, sodass sich Ninon ungestört dem scheuen Jüngling, der Unschuld vom Lande, widmen kann. Ninon plündert die Reisekasse der beiden Männer, um ein richtiges Festmahl auf die Beine zu stellen, das im Restaurant „Zu den zwei Tauben“ eingenommen werden soll. Blasilius, der befürchtet, dass jene Ninon all seine Spesen auf den Kopf hauen wird, telegrafiert in seiner Angst der Tante daheim eine Art S.O.S.-Nachricht. Tante, Oberst von Haudegen und Odette begeben sich daraufhin schnurstracks zum Bahnhof und reisen Basilius und Fridolin hinterher. Derweil hat Baron Knickebein die Gaststätte, in der es sich Ninon gut gehen lassen möchte, ausfindig gemacht. Alle Anwesenden sind in Ninos Wohnung bereits weinseligerweise ziemlich angeheitert, und der scheue Fridolin macht beim Kontaktknüpfen dank Ninons Unterweisung sehr gute Fortschritte.
Basilius entdeckt die eintreffende Tante seines Schützling und schleppt sie, angetrunken wie er ist, kurzerhand in ein Séparée. Fridolin und Ninon kommen sich derweil immer näher. Da stürmt Knickebein hinzu, der seiner Liebsten gerade den Sechszylinder fabrikneu vor die Haustür abgestellt hat. Da sich Fridolin und der Baron in diesem Ambiente nicht unbedingt über den Weg laufen sollen, wird die Unschuld vom Lande notdürftig versteckt. Um das Chaos perfekt zu machen, ruft Ninon auf einmal “Eine Wanze!”. Knickebein saust augenblicklich aus Ninons Domizil, um ein Anti-Wanzenmittel namens Zacherlin zu besorgen. Dies ist der Moment, in dem sich Ninon, mit Fridolin an der Hand, aus dem Staub macht, um in ihrem nagelneuen Auto zum Restaurant zu fahren. Blasilius schafft es gerade noch, ebenfalls in das Fahrzeug zu springen. Vor Ort will Ninon ihren Anbahnungsunterricht bei Fridolin mit reichlich Sekt zu Ende bringen. Alle anderen trudeln nach und nach ein. Derart angeheitert, ist es für Fridolin, ehemals Die Unschuld vom Lande, ein leichtes, nun endlich seiner Odette einen Heiratsantrag zu machen.

## Produktionsnotizen
Die Unschuld vom Lande entstand im Frühjahr 1914 und war einer der letzten Inszenierungen des Franzosen Decroix vor Kriegsausbruch im August desselben Jahres. Der Film passierte im April 1914 die Zensur und wurde im Mai desselben Jahres in Berlins Kammerlichtspielen am Potsdamer Platz uraufgeführt. Der Dreiakter besaß eine Länge von etwa 1100 Meter. In Österreich lief Die Unschuld vom Lande am 23. November 1914 an.

## Kritiken
Für das Grazer Volksblatt war der Film „unbestritten eine tolle Posse … mit einer zwerchfellerschütternden Komik, … ein Meisterfilm des genialen Regisseurs Charles Decroix.“.
Die Linzer Tages-Post sah in dem kurzen Streifen einen „an Situationskomik reiche(n) Schwank, der allerdings manchmal mit Uebertreibungen arbeitet.“.